# Brooks Steam Motors
Brooks Steam Motors Ltd. war ein kanadischer Hersteller von Automobilen.

## Unternehmensgeschichte

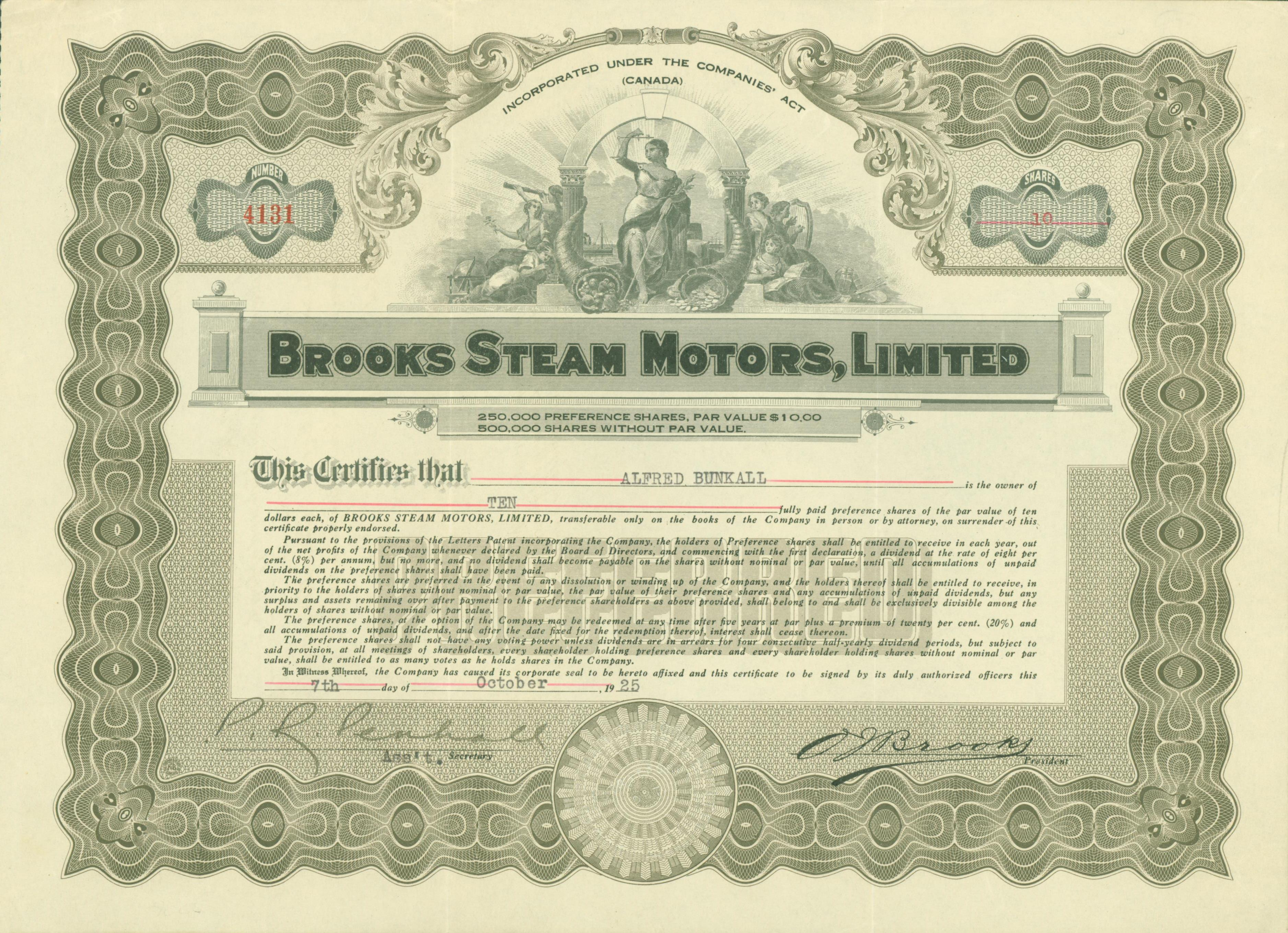
Vorzugsaktie der Brooks Steam Motors, Ltd. vom 7. Oktober 1925

Oland J. Brooks gründete das Unternehmen am 14. März 1923 in Stratford. Er begann mit der Produktion von Automobilen. Der Markenname lautete Brooks. Zwei Taxiunternehmen aus Stratford und Toronto unter Leitung von Brooks waren Großabnehmer. 1925 waren 125 Mitarbeiter beschäftigt. Ende 1926 machten die Aktionäre Druck, weil sie keine Dividende erhielten. Im Juli 1927 endete die Produktion. Im selben Jahr folgte die Insolvenz. 1929 wurde das Unternehmen aufgelöst. Insgesamt entstanden etwa 180 Fahrzeuge. Damit war Brooks der zweiterfolgreichste Hersteller von Dampfwagen in Amerika während der 1920er Jahre.

## Fahrzeuge
Im Angebot standen ausschließlich Fahrzeuge mit Dampfmotor. Eric H. Delling hatte den Zweizylindermotor entworfen. Der Prototyp war ein offener Tourenwagen. Danach folgten nur noch viertürige Limousinen.
Der Neupreis betrug anfangs 3885 Kanadische Dollar. Im Januar 1927 wurde er auf 2885 Dollar reduziert. Bei der abschließenden Versteigerung infolge der Auflösung erzielten die letzten Fahrzeuge Preise zwischen 150 und 400 Dollar.
1927 begannen Arbeiten an einem Omnibus, ebenfalls mit Dampfmotor. Ein Testwagen wurde über Tausende Meilen ausprobiert, dann ebenfalls bei der Auktion versteigert und war bis 1937 im Einsatz.